# Александер Бардіні
Александер Бардіні (пол. Aleksander Bardini; 17 листопада 1913, Лодзь — 30 липня 1995, Варшава) — польський актор театру, кабаре, кіно, радіо і телебачення, також оперний і театральний режисер, театральний педагог, художній керівник і директор театрів.

## Біографія
Александер Бардіні народився в 1913 році у Лодзі. Акторську освіту отримав в Державному інституті театрального мистецтва у Варшаві, який закінчив в 1935 році. Його наставниками були Леон Шиллер та Александер Зельверович. Дебютував на театральній сцені в 1935 році у Вільнюсі.
До початку Другої світової війни виступав у польському театрі Варшави. Періоди окупації А. Бардіні провів у Львові. З вересня 1939-го по червень 1941 року він працював актором та режисером у Польському драматичному театрі Львова. Під час німецької окупації втік з Львівського гетто.
У післявоєнний час був актором театрів в різних містах (Вільнюс, Варшава (театр Атенеум), Львів, Катовиці, Лодзь). Виступав у спектаклях «театру телебачення» в 1957—1994 роках, а також й у радіопередачах.
Помер в 1995 році у Варшаві. Похований на місцевому Повонзківському цвинтарі.

## Вибрана фільмографія
- 1937 — Галька (фільм, 1937) / Halka
- 1938 — Професор Вільчур / Profesor Wilczur
- 1962 — Завтра прем'єра / Jutro premiera
- 1962 — Запізнілі перехожі / Spóźnieni przechodnie
- 1963 — Мансарда (фільм) / Mansarda
- 1969 — Відомство (фільм) / Urząd
- 1970 — Пейзаж після битви (фільм) / Krajobraz po bitwie
- 1974 — Вбивство в Катамаунті / Zabójstwo w Catamount
- 1976-1977 — Польські шляхи / Polskie drogi
- 1977 — Справа Горгонової / Sprawa Gorgonowej
- 1978 — Спіраль (фільм, 1978) / Spirala
- 1984 — Баритон / Baryton
- 1984 — Без кінця / Bez końca
- 1988 — Де б не був… / Gdzieśkolwiek jest, jeśliś jest…
- 1988 — Декалог (фільм) / Dekalog
- 1989 — Останній дзвінок / Ostatni dzwonek
- 1990 — Корчак (фільм) / Korczak
- 1991 — Подвійне життя Вероніки / La Double Vie de Véronique
- 1992 — Дотик руки / Dotknięcie ręki
- 1992 — Вина невинного, або коли краще спати / Coupable d'innocence ou Quand la raison dort
- 1994 — Три кольори: Білий / Trois Couleurs: Blanc

## Нагороди
- 1953 — Державна премія ПНР 3-го ступеня.
- 1954 — Кавалерський хрест Ордена Відродження Польщі.
- 1955 — Державна премія ПНР 2-го ступеня.
- 1955 — Медаль «10-річчя Народної Польщі».
- 1959 — Командорський хрест Ордена Відродження Польщі.
- 1963 — Нагорода «Комітету у справах радіо і телебачення».
- 1973 — Нагорода Міністра культури і мистецтва ПНР.
- 1976 — Нагорода Міністра культури і мистецтва ПНР.
- 1977 — Нагорода голови «Комітету у справах радіо і телебачення» 1-го ступеня.
- 1993 — Командорський хрест із зіркою Ордена Відродження Польщі.
- 1994 — «Wielki Splendor» — приз «Польського радіо» кращому акторові радіопостановок.